# 兵庫県立明石城西高等学校
兵庫県立明石城西高等学校（ひょうごけんりつ あかしじょうさいこうとうがっこう）は、兵庫県明石市大久保町谷八木1190-7にある公立高等学校。元スーパーグローバルハイスクール(SGH)。規律ある風紀で知られる。

## 概観
学科は普通科（グローバル探究コース各学年1クラス）で、明石市内の高等学校の中ではもっとも新しい学校である。かつて制服は特徴的なエンジ色をしていた。文部科学省の「英語力を強化する指導改善の取組」の拠点校として、学習面では特に英語に力を入れている。そのことは「英語の城西」という伝統的な異名にも現れている。かつて実用英語技能検定の本会場に指定されており、年に3回二次試験が行われていた。挨拶をすることが積極的に奨励されており、伝統となっている。教室にクーラーが完備されているのも特徴である。
全国には他にも「城西」がつく高校は存在するが、明石市内では単に城西と呼ばれることが多く、略称として定着している。なお、「じょうせい」ではなく「じょうさい」である。校名の頭文字に由来するAJ（Akashi Josai）の表記も広く用いられており、一例としてブレザーの胸ポケットにAJのエンブレムが刺繍されている。公式な英称はHyogo Prefectural Akashi-Josai High Schoolである。
校訓は「努力」、「協調」、「創造」であり、校木はモッコクと定められている。「一生懸命がかっこいい」がスクールアイデンティティである。
部活動は学業に支障が出ない場合に限り兼部が認められている。
アルバイトは基本禁止だが、三年生は大学受験終了後の自由登校日からは認められる。
本校は「三ない運動」を行っており、本校在学中は運転免許の取得は不可能である。

### 教育目標
生徒を中心に据え、基盤となる人間力の育成に努める。
- 人間力とは、進路希望を実現できる学力である。
- 人間力とは、服装や言葉遣い等も含めた対人関係力である。
- 人間力とは、部活動や生徒会活動等を通して、仲間と協調し、目的に向かって努力し続ける意志力である。

## 沿革

### 略歴
1984年に開校した。2年後には英語教育に重点を置いて英語コースを設置。後にグローバル探究コースと改名。2008年度より明石学区の入試方式が複数志願選抜となったことに伴い、教育課程を大きく変更した。2012年現在、30周年を控えて種々の改革を「城西ルネサンス」と銘打って決行している。2025年度よりグローバル探究コースが文理探究科～グローバル探究科～となった。

### 年表
- 昭和58年11月1日 岸本 進（兵庫県教有委員会事務局高校教育課副課長）本校開設準備担当に就任
- 昭和59年1月1日 昭和58年兵庫県条例第27号により兵庫県立明石城西高等学校設置 初代校長 岸本 進着任
- 2月10日 汚水処理施設棟 完成
- 3月30日 普通教室棟、昇降口棟、渡り廊  下棟、設備棟及び部室棟 完成
- 4月1日　開校　生徒定員 376名（8学級）
- 4月9日　開校式及び第1回入学式を挙行  （男子181名女子194名）
- 6月19日 特別教室棟 完成
- 昭和60年3月19日　体育館、渡り廊下完成
- 3月29日 管理倉庫、体育器具庫 完成
- 4月1日 生徒定員799名（17学級）
- 昭和61年4月1日 生徒定員1,269名（27学級、うちコース1学級）
- 11月2日　開校記念式挙行、校歌制定（開校記念日を11月5日とする）
- 昭和62年3月1日 第1回卒業式を挙行（男子179名　女子192名）
- 4月1日生徒員1,410名（30学級、うちコース2学級）
- 8月21日 プール及び付属棟完成
- 昭和63年4月1日 第二代校長 三木英一（兵庫県教育委員会事務局総務課副課長・兵庫県警察学校副校長）着任  生徒定員1,457名（31学級、うちコース3学級）
- 11月2日 創立5周年記念式典を挙行
- 平成元年4月1日 生徒定員1504名（32学級、うちコース3学級）
- 平成2年4月1日 第三代校長菅野洋（県立姫路養護学校長）着任　生徒定員1,504名（32学級、うちコース3学級）
- 平成3年4月1日　生徒定員1484名（32学級、うちコース3学級）
- 平成4年4月1日　第四代校長　村本武彦（県立家島高等学校長）着任  生徒定員1,367名（31学級、うちコース3学級）
- 11月7日 創立10周年記念式典を挙行
- 平成5年4月1日生徒定員1250名（30学級、うちコース 3学級）
- 平成6年4月1日 第五代校長 澄谷博紀（県立加古川南高等学校長）着
- 平成8年4月1日 第六代校長 浅原一彦（県立東神戸高等学校長）着任
- 平成10年4月1日第七代校長 柏木登志子（県立須磨東高等学校長）着任
- 平成13年4月1日 第八代校長 佐野駿介（県立西宮今津高等学校長）着任
- 平成14年4月1日　生徒定員1,160名（29学級、うちコース3学級）
- 平成15年4月1日　第九代校長 小林兼一郎（尼崎市立城内高等学校長）着任  英語コースが、グローバル探究コースに改編  生徒定員1,120名（28学級、うちコース 3学級）
- 10月25日　創立20周年記念式典を挙行
- 平成16年4月1日 生徒定員1,080名（27学級、うちコース3学級）
- 平成17年4月1日 第十代校長 藤井 義一（県立北はりま養護学校長）着任  生徒定員1,040名（26学級、うちコース3学級）
- 平成19年4月1日 第十一代校長 相生 隆司（県立網干高等学校長）着任  生徒定員 960名（24学級、うちコース3学級）
- 平成20年4月1日生徒定員1,000名  （25学級、うちコース 3学級）
- 平成21年4月1日 第十二代校長 赤坂 進（伊丹市立高等学校長）着任
- 平成23年4月1日 第十三代校長前川 朋幸（県立淡路高等学校長）着任
- 平成25年6月29日創立30周年記念式典を挙行
- 平成26年4月1日 第十四代校長 中嶋 修平（明石市立明石商業高等学校長）着任  生徒定員960名（24学級、うちコース3学級）
- 平成28年4月1日 第十五代校長　舛賀 靖（県立高砂南高等学校長）着任
- 平成31年4月1日 第十六代校長 寺岡 正人（県立西脇工業高等学校長）着任
- 令和3年4月1日 第十七代校長 石角 正德（県立明石清水高等学校長）着任
- 令和5年4月1日 第十八代校長　財前　貴（県立明石城西高等学校教頭）着任
- 令和6年11月2日 創立40周年記念行事を挙行

## 基礎データ

### 施設など
敷地内には、次の設備がある。
- 特別教室棟
  - 生物室や情報教室などがある。
- 管理・普通教室棟
  - 授業やホームルームが行われる場所であり、職員室などもここに存在する。
- コモンホール
  - 机といすが設置されていて、自習学習や昼食に利用できる。また、生徒会室が横にある。
- 図書室
- 食堂
  - 飲料自販機併設。食券方式。食券は２時間目終了後から買うことができる。
- 体育館
  - 体育の授業や集会・行事が行われるほか、卓球部、バレー部、バスケットボール部などが利用する。
- 運動場
  - 体育の授業や球技大会などが行われるほか、陸上部、野球部、サッカー部、ハンドボール部、ソフトボール部などが練習に利用する。
- プール
  - 体育の授業が行われるほか、水泳部が利用する。
- 部室棟
  - 各部活動の生徒が更衣などに利用する。2階建てになっており、男子部員に1階部分が、女子の部員・マネージャーに2階部分が割り当てられている。なお男子部員が2階部分に上がる、もしくは他の部活の部室に無断で入室することなどは巡回指導の対象となる。
- ウエイトリフティング場
  - ウエイトリフティング部が練習に利用する。
- 築庭
  - 正門を入って正面に位置する。
- 中庭
  - 正式名称は「一会庭」。ラグビー部が練習に利用したり、文化祭の際に音楽部のライブや模擬店などの催し物が行われたりする。
- テニスコート
  - 歩道橋を渡ることで道路を挟んだテニスコート（オムニコート）へ行くことができる。
- 設備棟
- 管理倉庫
- 体育器具庫
- タータントラック
  - 陸上部が練習に利用する。また体育の走競技で利用する。

正門を入るとすぐに石畳が広がっている。これは兵庫県下唯一の珍しいもので、明石城の石垣がイメージされており、初代校長のアイデアである。スクールカラーのワインレッドを舗装に使っている。正門の他にも通用門として北と南に門が設けられている。また構内の各所で石碑が見られる。刻まれた言葉を列挙すると「青春の炎を燃やせ」、「一期一会の友垣と」、「不如学」、「あしたば」、「東雲」、「未来に翔る」となる。
2009年9月15日に発表された「県立高等学校施設の耐震診断結果について」によると
- 体育館(生徒集会所、その他)
- 渡り廊下棟
- 昇降口棟
- 管理・普通教室棟
- 特別教室棟
- 部室

の6項目すべてがA1の評価である。A1とは十分な耐震性を保有するもの、つまり「兵庫県の耐震化目標値であるIs値が0.75以上の建物」という基準をクリアしていることを意味する。なお、全項目がA1であるのは明石市では唯一である。

### ICT設備
2024年度、特別教室棟に探究ルームができた。ここにはICT設備が整っていて、総合の時間や課外活動時に使用される。
全普通教室にプロジェクターが完備されている。
校内には一応全教室にWi-Fiが設置されているが、とてもつながりにくい。生徒はWi-Fiがつながらないときは自分のスマホのテザリング機能を使用している。

### アクセス
- 山陽電鉄「中八木駅」下車、北へ約0.3km（徒歩約7分）
- JR神戸線「大久保駅」下車、南へ約1.4km（徒歩約20分）
- 新幹線西明石駅下車、西へ約3.0km（徒歩約30分）

中八木駅にはかつて生徒専用通路が存在し、8時以降はそこを利用して登校することが校則で定められていた（中八木駅の改修により新しくいつでもだれでも通れる改札口が設けられた）。なお、淡路から通う生徒は、明石淡路フェリーを利用している。

### 周辺
山陽新幹線がグラウンドのすぐ南側を通っている。また、敷地の東側と西側には調整池の下ヶ池、請池、長池がある。明石城西高校は、下ヶ池の西側の部分を2/3ほど埋め立てて建設された。
後述する校歌や頌歌などの歌詞中には次のような地名が見られる。
- 谷八木
- 屏風ヶ浦
- 播磨の山
- 両馬川
- 印南野
- 播磨の灘
- 社の杜
- 明石の門

そのほかにも周辺地域には
- 明姫幹線
- イオン明石ショッピングセンター
- 明石八木郵便局
- 明石医療センター
- 明石医療センター附属看護専門学校
- Tacoバスの停留所（路線番号5・6）
- コベルコ教習所明石教習センター
- 大久保浄化センター

などが存在する。

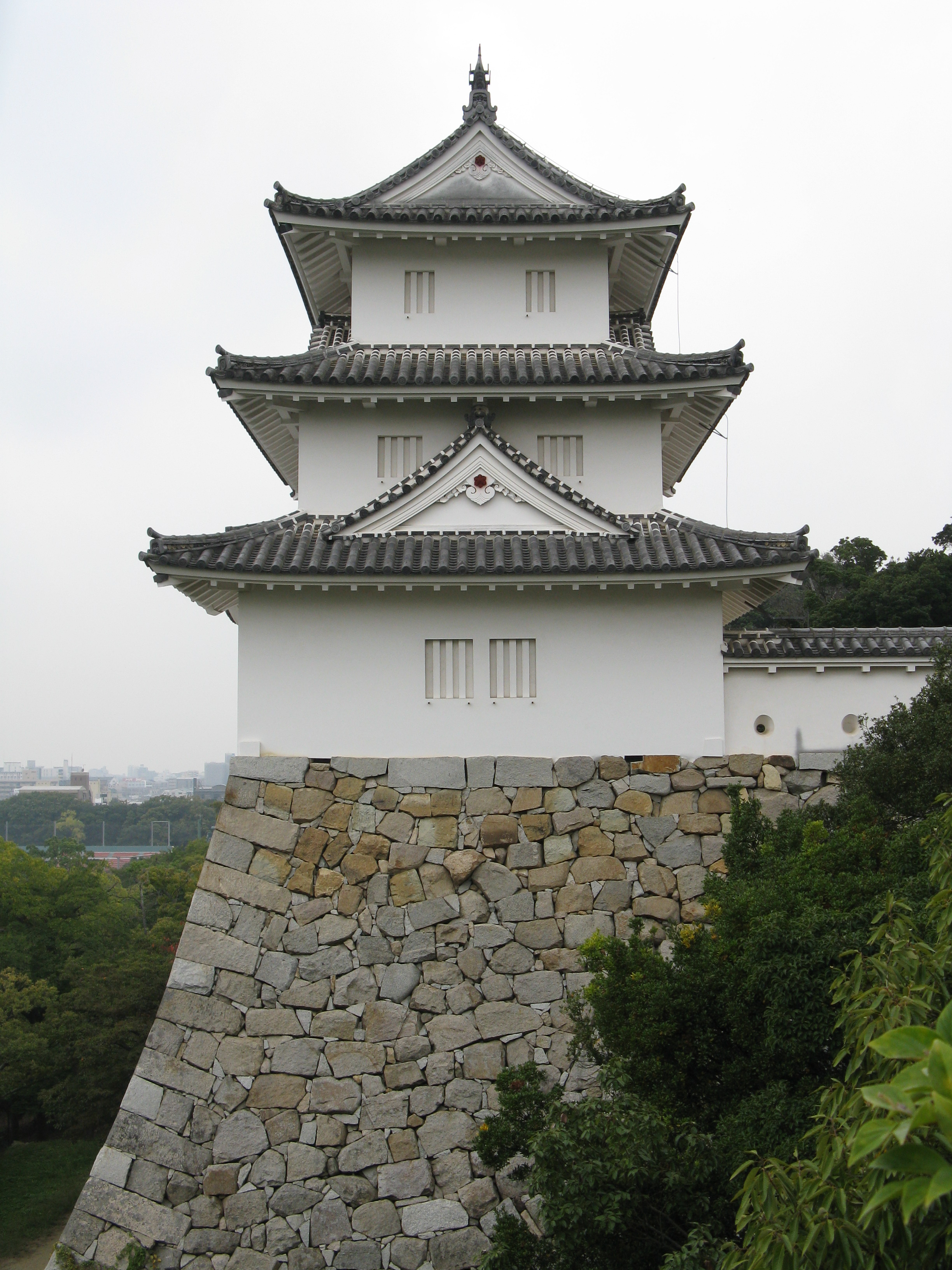
校歌にも歌われている明石城（巽櫓）
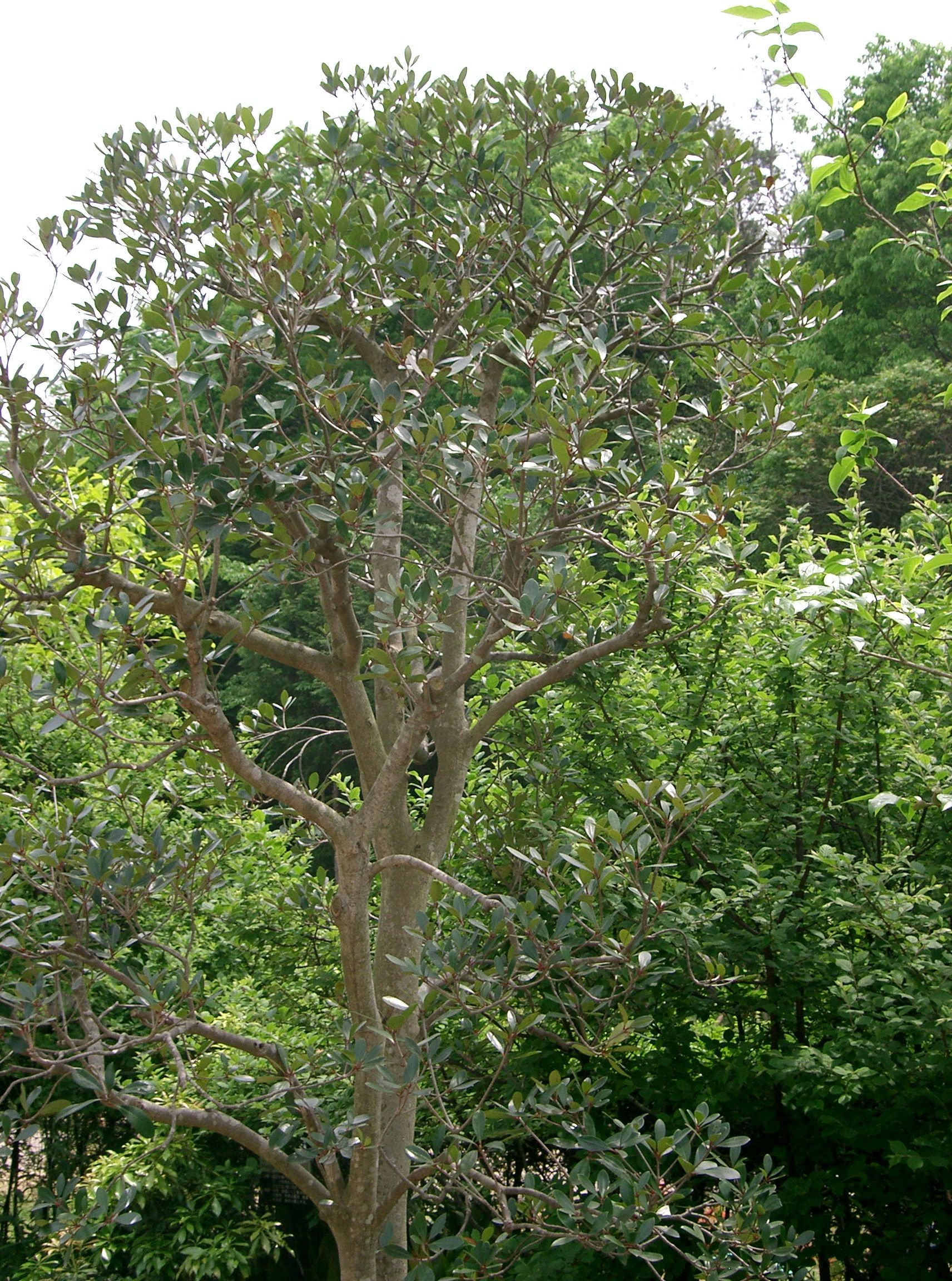
校木の「もっこく」
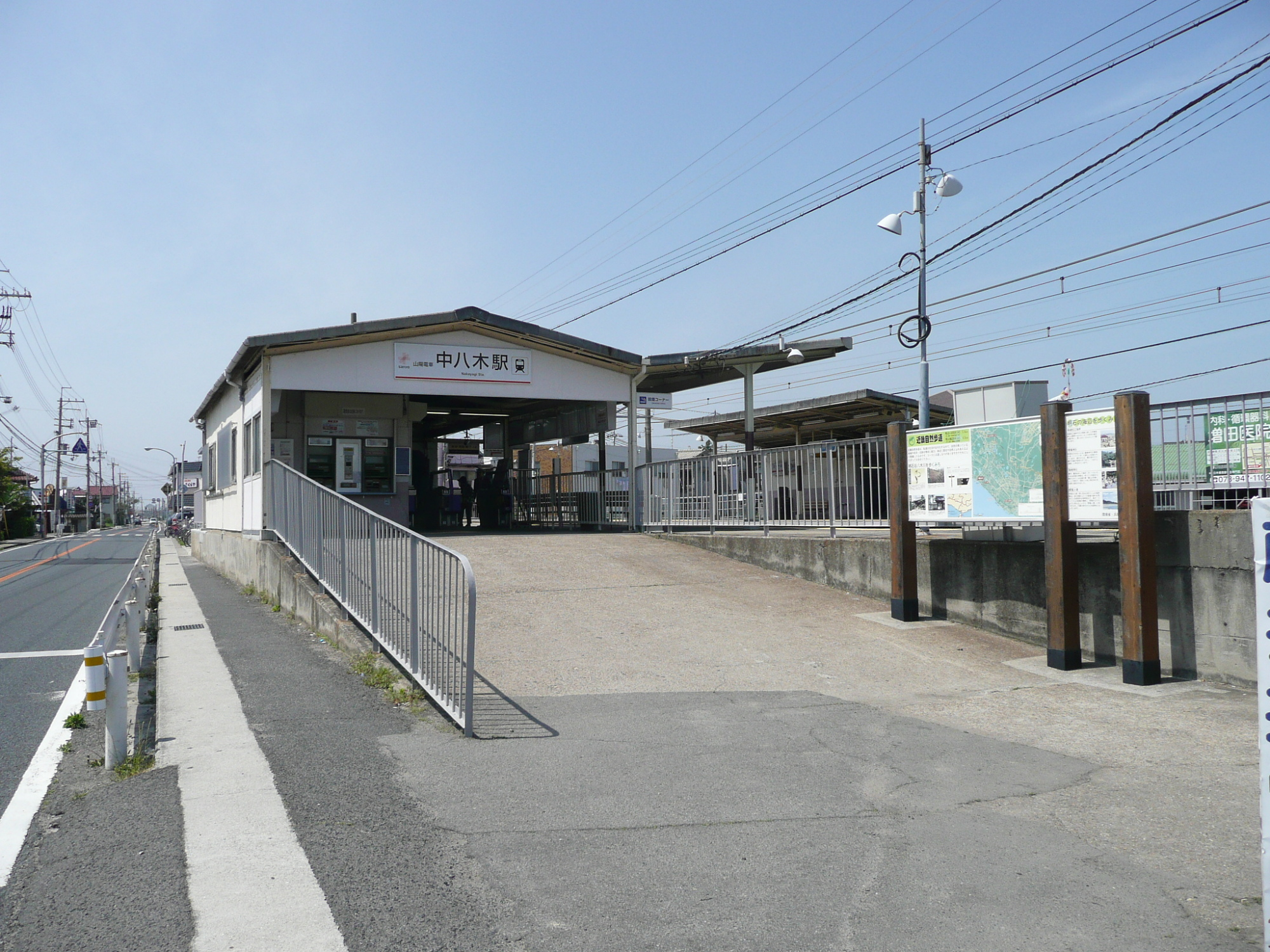
中八木駅。朝は生徒で賑わう。
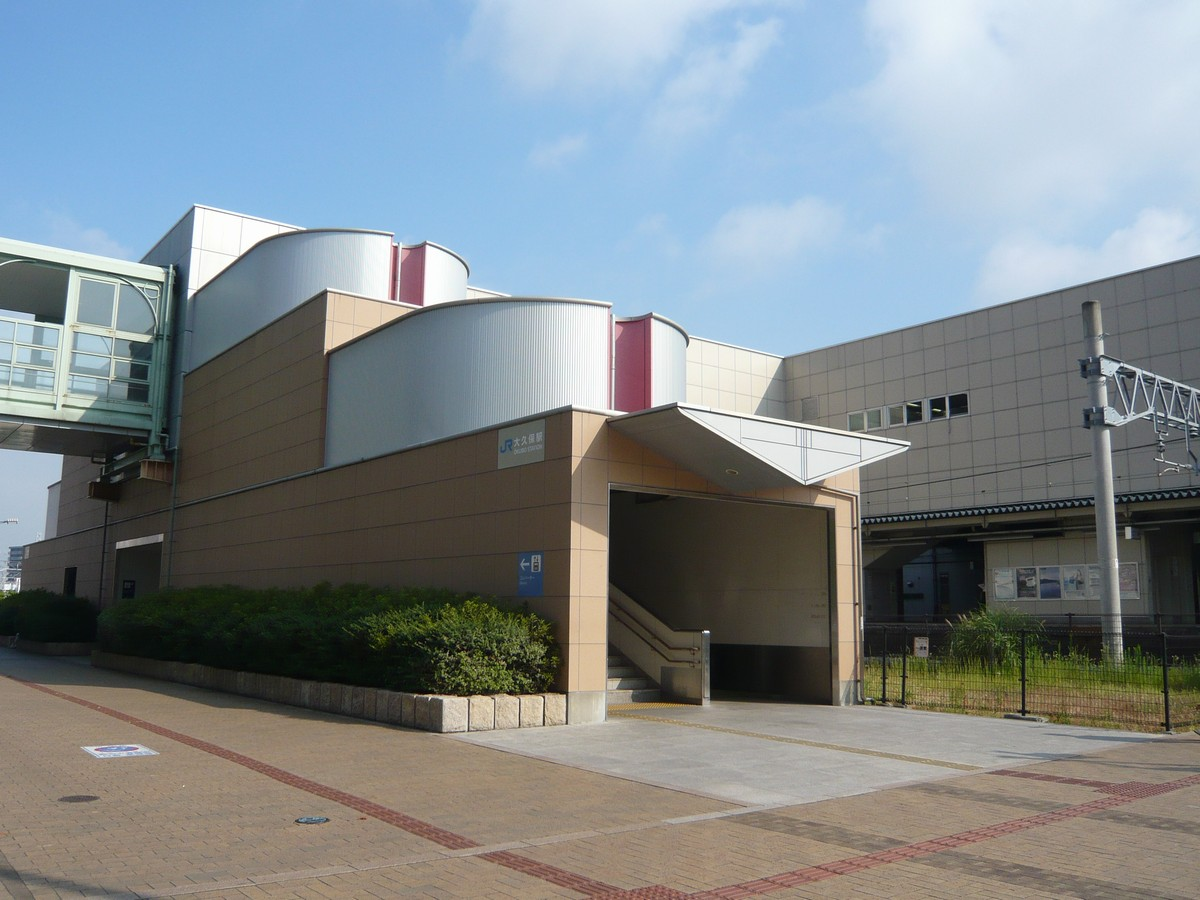
大久保駅南口
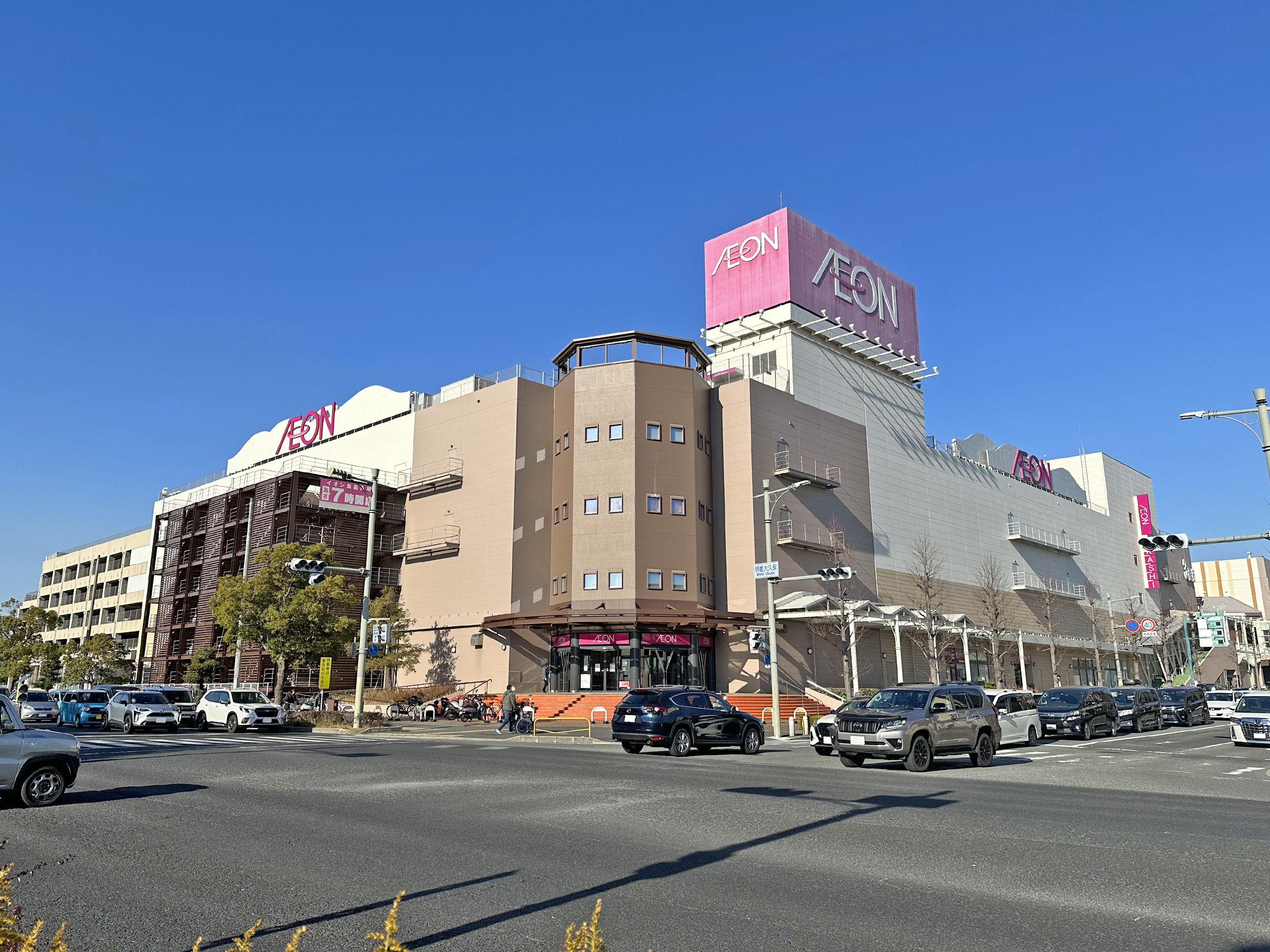
イオン明石ショッピングセンター3番街
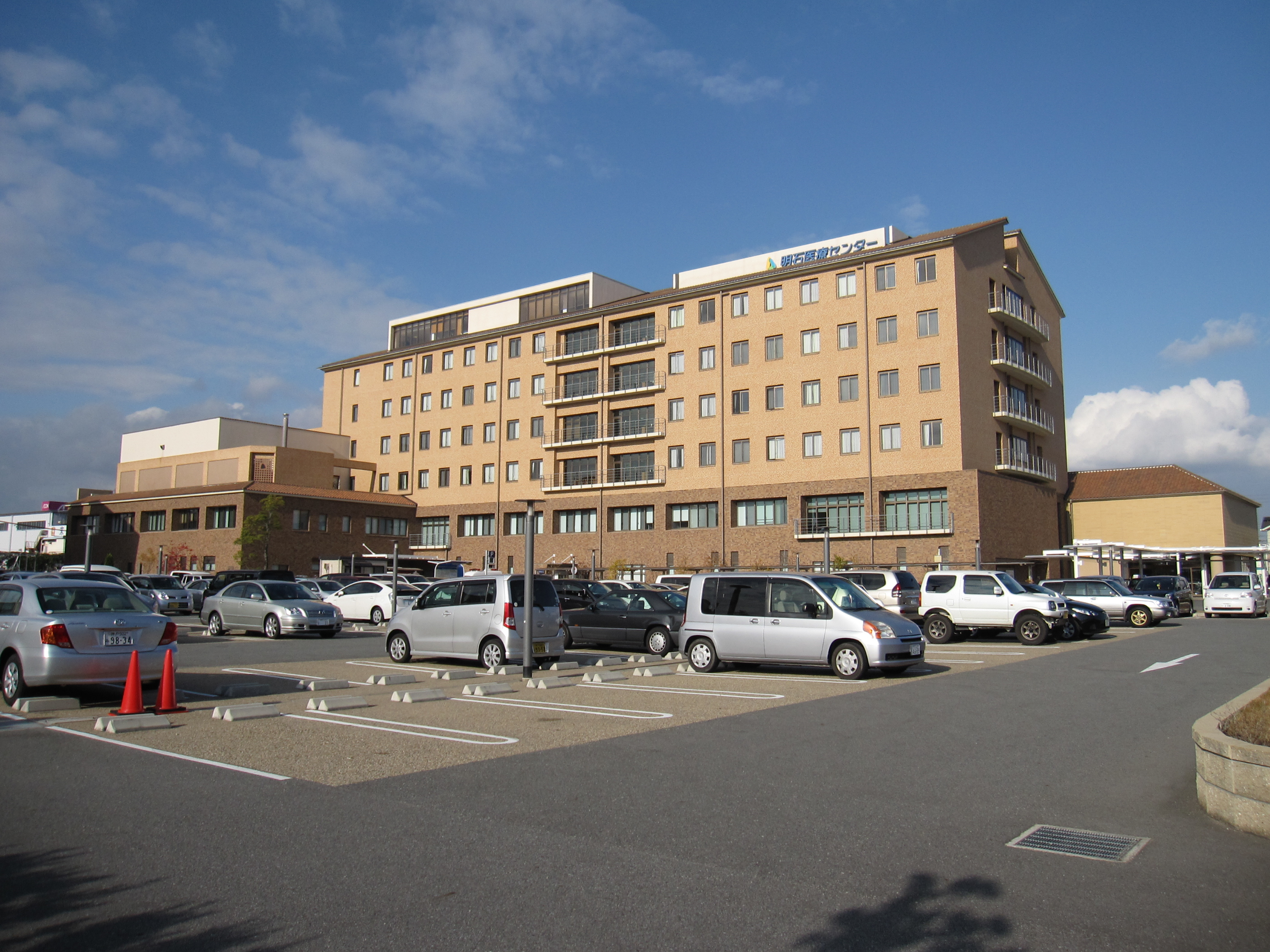
テニスコートの向かいにある明石医療センター

### 象徴

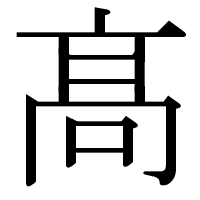
はしごだか

#### 校章
校章のデザインは、「高」の異体字である「髙」（いわゆる「はしごだか」）の背後に「W」（城西の「西」の英訳であるWestの頭文字）をあしらったもの。「高」の下の部分は末広がりになっており、明石城の櫓や石垣をイメージしている。また「W」は両端が外側に巻いた形状になっており、市花であるキクの花、播磨灘の波などをデザイン化したものである。生徒手帳の「校章の由来」の項によると、生徒が試練に立ち向かう姿、豊かな愛や広大な理想なども表しているという。この校章は、元兵庫県教育委員会事務局高校教育課指導主事である冠野光冶によって制作された。校章をブレザーの左えりに着用することが校則で定められている。

#### 校歌
校歌は岸本進が作詞し、田村嘉崇が作曲したものである。「おおらかに、後半力強く」と楽譜に指示があるように、校名を繰り返す部分が盛り上がるのが特徴である。歌詞中には校訓や明石城、屏風ヶ浦などが歌われている。中庭の名前が「一会庭」となっているのも歌詞中の「一期一会」という言葉に由来している。
また、校歌とは別に
- 開校記念頌歌
- 応援歌 ―もっこくの木―
- 逍遥歌

が存在する。

#### 制服

##### 旧制服
上衣については、夏服はポロシャツであり、襟の部分にはスクールカラーのエンジ色があしらわれている。冬服もエンジ色のブレザーである。男子のカッターシャツ、女子のブラウスにも校名が入っている。また男子はスラックス、女子はスカートである。ネクタイは1期生がグレー、2期生がエンジ、3期生が紺色で、4期年以降はこれを繰り返している。学校指定のカバンはグレー、レインコートはクリーム色である。コートやジャンパー、セーターなどの防寒具や靴、ベルト、靴下などについては、色や使用時期の規定はあるが自由である。なお、校内で使用する靴は上靴ではなくスリッパが指定されている。

##### 新制服
制服の規定が改定されたことを受け、2011年度入学生から新制服に移行した。それにより3学年すべてが新制服に移行するまでの2年間は新旧の制服が混在することとなった。この新制服の色やデザインなどは、卒業生に行ったアンケートや制服改定委員会、また26期生徒会執行役員らなどの意見を総合的に判断して決定された。正式な発表がなされたのは2011年8月21日に行われた学校説明会においてである。

##### リボン
38期生徒会による希望で、リボンが追加された。正式な発表がなされたのは2023年7月20日に行われた終業式においてである。なお、正式な行事等ではネクタイの着用が必須となっている。

#### スクールカラー
スクールカラーは、エンジ（もしくはヨーロピアンワインレッド）である。この色は制服のブレザーに採用されていた。
また、この色は俗に「小豆色」、「小豆カラー」と呼ばれることから、明石城西と小豆の関わりは深い。単にアズキ、といえば制服のブレザーのことを指すだけでなく、在校生のことを小豆生、小豆っ子と称するなどの造語も生まれ、城西新聞などにも多々登場している。また、「小豆魂」などと書かれた練習着で活動している部活動もある。このように、小豆と城西は密接に関わっており、わざわざ新聞部が小豆の業者を取材したこともある。

## 学校行事
| - 4月 - 始業式 - 入学式 - 5月 - 校外学習 - 6月 - 明城祭 - 7月 - 球技大会 - 終業式 - グローバル探究コース説明会 - 8月 - 夏期休暇 - 補習学習 - 学校説明会 - 9月 - 始業式 - 体育大会 - 10月 - 人権講演会 | - 11月 - オープンハイスクール - 芸術鑑賞会 - 12月 - 終業式 - 冬期休暇 - 1月 - 始業式 - カルタ大会 - 修学旅行 - 2月 - コース入学検査 - 卒業式 - 3月 - 入学検査 - 球技大会 - 終業式 - 春期休暇 |

### 明城祭
楽しむことだけを目的とした「文化祭」と、個々の努力、クラスの団結を目指した「文化発表会」を融合したものが「明城祭」。生徒会主催。城西高校最大のイベントとして知られ、開校時の1984年から毎年開催されている。毎年6月中旬の平日2日間の開催である。在校生以外の来場者は卒業生、保護者、地域の人々に限られる。
それぞれのクラスは、体育館ステージでの発表を目的とした「ステージ部門」、教室での手作りアトラクション・壁画・地上絵などの展示を目的とした「展示部門」、食品や飲料水の販売を目的とした「模擬店部門」に分かれて発表する。「模擬店部門」は単に食品を販売するだけではなく、食品の歴史や作り方などを調べた展示も並行して行うこともある。
クラス発表だけでなく、各文化部の発表や、生徒会の図書委員会による古本市、厚生委員会によるリサイクル物品の販売、ダンス・バンド・漫才などを募集して行う有志発表などもある。
2024年度からキャッシュレス文化祭と銘打ち、支払方法としてauPAYが使用可能となった。

#### 賞
それぞれの部門において最も素晴らしい発表をしたクラスに「城西大賞」が贈られる。ステージ部門は2日間開催の1日目に全クラスが発表し、2日目は審査によって選ばれた3クラス（第22回までは2クラス）が再演し、その中から城西大賞が選ばれる。2日目の審査に1日目の審査結果は持ち越されない。「城西大賞」に選ばれなかった再演クラスには「優秀賞」が与えられる。また、1年生の中から1クラスにのみ「新人賞」が与えられる。

## 生徒会活動・部活動

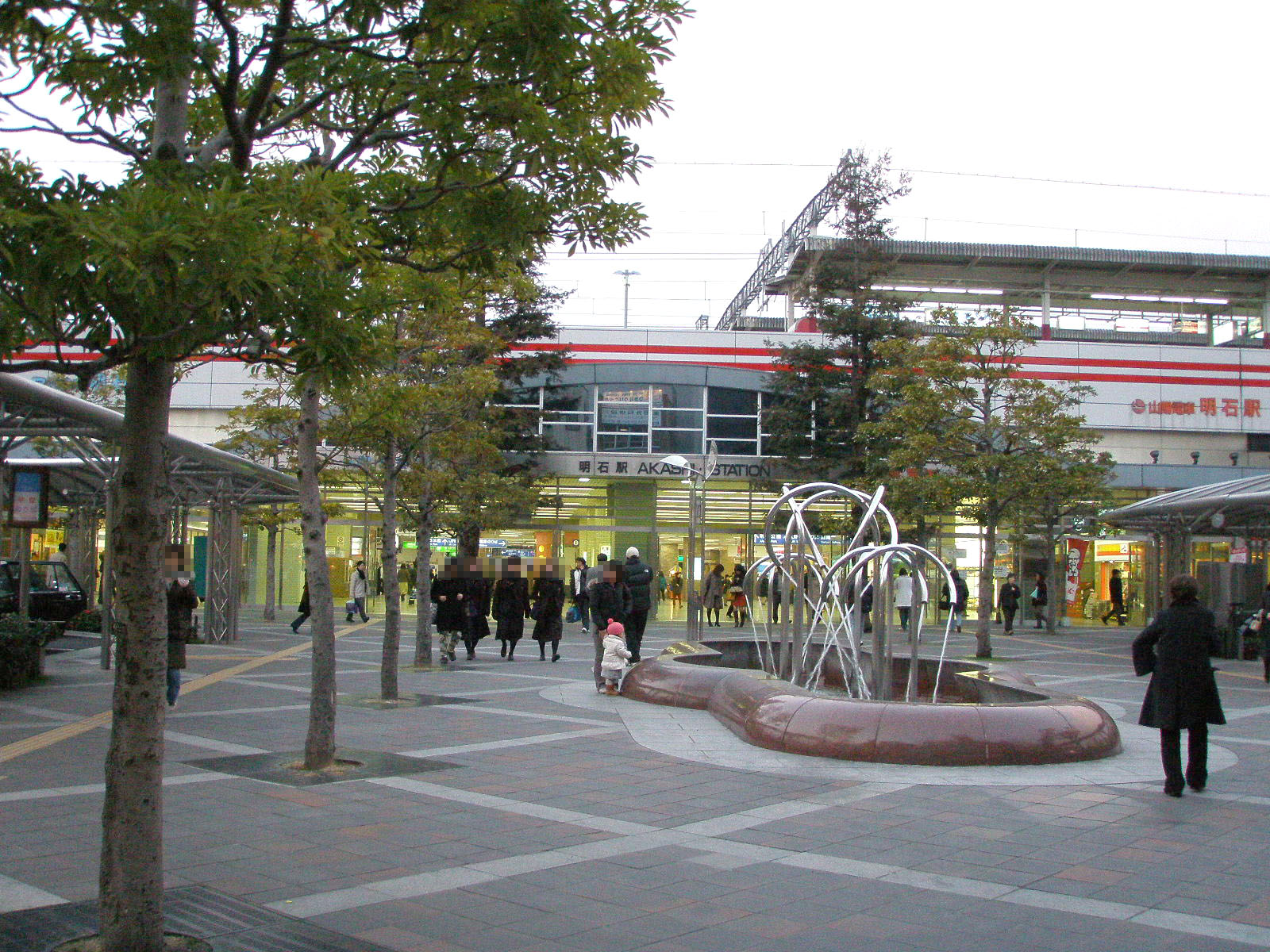
明石駅南口。この付近で募金が行われる。

### 生徒会
通学路クリーン作戦、募金活動、緑化活動、福祉施設訪問など地域に貢献する活動を多く行っている。オープンハイスクールやふれあいコンサート、グローバル探究コース説明会なども地域に広く開かれている。特に募金活動は1985年から続けられており、あしなが学生募金やユニセフ募金などのほかに、阪神・淡路大震災やパキスタン地震などの支援のために募金が行われたこともある。生徒会執行部や厚生委員だけでなく、有志が多数（2007年度の場合、4日間で延べ人数合計217人。詳細は生徒会のホームページを参照）参加するのも特徴で、音楽部がライブを行って盛り上げたこともある。募金総額は2009年春のあしなが学生募金の際に1000万円に達した。
2024年度、生徒会公式インスタグラムが開設された。

### 運動部
| - 陸上競技部 ≪活動報告・予定≫ - ウェイトリフティング部 ≪活動報告・予定≫ - 空手道部 ≪活動報告・予定≫ - 剣道部 ≪活動報告・予定≫ - 硬式テニス部（男子）≪活動報告・予定≫ - 硬式テニス部（女子） ≪活動報告・予定≫ - 硬式野球部 ≪活動報告・予定≫ - サッカー部 ≪活動報告・予定≫ - 水泳部 ≪活動報告・予定≫ - ソフトボール部 ≪活動報告・予定≫ - 卓球部 ≪活動報告・予定≫ - バスケットボール部（男子） ≪活動報告・予定≫ - バスケットボール部（女子）≪活動報告・予定≫ - バレーボール部（男子） ≪活動報告・予定≫ - バレーボール部（女子） ≪活動報告・予定≫ - ハンドボール部（男子）≪活動報告・予定≫ - ハンドボール部（女子）≪活動報告・予定≫ - ラグビー部 ≪活動報告・予定≫ |

陸上競技部、水泳部、テニス部、ウエイトリフティング部が全国高校総合体育大会などの全国大会に出場し、賞を受賞している。例えばテニス部は、2007年の全日本ジュニアテニス選手権において16歳以下男子ダブルスで井原力・浅井龍雅ペアが全国優勝を果たした。市スポーツ賞を受賞した経験もある。またウエイトリフティング部は2004年の埼玉国体重量挙げ少年の部で3位に入賞した。なお、のじぎく国体のウエイトリフティング少年男子の会場に明石城西高校の体育館が使用された。サッカー部は2009年10月26日の神戸新聞の記事で「組織力で逆転」したと評された。野球部は神戸新聞の高校野球選手名鑑では「粘り強いつなぎの野球が身上」との評価だった。

### 文化部
| - ESS部 - 演劇部 - 音楽部≪活動報告・予定≫ - 華道部≪活動報告・予定≫ - 吟剣詩舞部 ≪活動報告・予定≫ - 茶道部 - 自然科学部≪活動報告・予定≫ - 情報技術部 - 書道部 - 新聞部 - 吹奏楽部 - 生活部 - 美術部≪活動報告・予定≫ - 歴史研究部 |

「城西新聞」を発行する新聞部が多くの全国大会に出場し、全国高等学校総合文化祭年間紙面審査で最優秀賞、全国高校新聞コンクールで全国高等学校新聞教育研究会賞（4位に相当する）など、多くのを受賞している。東京朝日新聞本社での授賞式に出席したことや、新聞部員が取材した記事が神戸新聞に掲載されたこともある。1年間で16~17回発行され、平均しておよそ12ページのA4判紙面であり、近隣の明石医療センターや巌松堂書店などにも配布されている。音楽部はすぐ近くのイオン明石ショッピングセンターでライブ活動を行っており、イオン明石ショッピングセンターのホームページにおいて「とっても練習熱心」と評された。吟剣詩舞部は、同好会だった頃に兵庫県総合文化祭のオープニングセレモニーで剣舞を演じた経験がある。部に昇格後は毎日放送『ちちんぷいぷい』、サンテレビ『情報スタジアム4時!キャッチ』での取材や、神戸新聞、毎日新聞にも掲載された。

## グローバル探究コース（令和6年度まで）
グローバル探究コースは、英語教育に重点を置いた英語コースである。正式な表記は「探究」であるが、「探求」の誤表記も散見される。各学年1クラス存在し、クラス替えは行われない。1年次の時から「情報」の授業を受ける。2、3年次には「グローバル探究I,II」という授業で、世界各国の諸問題について英語でプレゼンテーションを行ったり、国際協力機構(JICA)や財団法人PHD協会などから人を招いて交流を行ったりする。「1日英語キャンプ」や模擬国連授業が行われたこともある。神戸大学や神戸市外国語大学へ出向いて模擬授業を受けることもある。入試では英語の筆記試験のほか、実技試験(リスニング)、日本語での面接が課せられる。明石城西高校では2年次から文理選択で理系、文Ⅰ、文Ⅱに分かれるが、グローバル探究コースの生徒は文Ⅰ扱いになる。

平成15年に「英語コース」が｜グローバル探究コース」に改編されて以来、授業の充実とともに様々な行事・取組みが行われてきた。一時期の定員割れを経験しながらも、徐々に安定した競争率で新入生を迎えるようになっており、地域からの信頼は厚くなり、グローバル探究コースに向ける期待も高まってきていると考えている。
平成25年以降の10年間で、国際化の時代を生き抜き、リードしていく人材を育てるべく、グローバル探究コースが取り組んできた行事、授業の取り組みは数多くあるが、時に新しい刺激を求めて行事を追加し、時に生徒・社会のニーズに合わせて精選しながら、生徒の意識向上に努めてきた。
また、ICT利活用実証・研究事業の指定を受けてコース生徒にタブレット端末が貸与されて以来、授業・学習の形態が大きく変わった。板書、配布物、小テストのみならず、生徒間の情報共有、教師・生徒の様々な連絡もタブレットで行うようになった。授業方法の工夫も常にアップデートされ、兵庫県におけるICTを活用した諸事業をリードする存在となった。タブレットを利用した情報収集力、プレゼンテーションスキル、相互理解力も格段に伸びてきたと実感している。コースでの取り組みを普通クラスにも広げていこうという機運も生まれ、明石城西高校の大きな流れと特徴を作り上げた期間でもあった。
ここではそのような10年間を経て、現在グローバル探究コースの生徒が取り組んでいる活動について紹介していく。

### 語学研修
修学旅行と併せてシンガポールで実施してきた語学研修は35回生から変更され、コース生はオーストラリア・シドニーで語学研修を実施することとなった（普通クラスは国内実施）。4海国でホームステイを中心にして、現地の企業訪問や、ホストファミリーとの交流、市内自主研修などを行った。この語学研修は語学面だけでなく、あとで述べるSDGs研修、日本オーストラリア比較研究の一要を担っており、2年間の採発活動の最後の行事となっている。この証学研修後、生徒たちは英語で探発活動のまとめをプレゼンテーションすることとなる。

### 探究活動・コミュニケーション活動

#### ［JICA関西訪問］（1年）
新入生が入学し、最初に迎えるのが「JICA関西訪問」である。自分たちがグローバル探究コースで活動し、学ぶ礎を築いていく目的で行われている。以前はJICA関西から講師や研修生を迎え、本校での講義・交流を行ってきたが、直接施設を訪問する形に変更した。施設見学を通してJICAが行っている支援活動に触れ、実際に海外協力隊の一員として活動された方の講演を聞く。事前にJICAの活動について自分たちで学習していくので理解の深まりも早い。講師には、特に近隣の東南アジア圏で活動された方を依あする。また、昼食を兼ねてJICA食堂が月替わりで提供するエスニック料理も体験する。普段あまり食べることのないカンボジアやケニヤといった地域で日常的に食べられている食材や調理方法を体験することや、身近な外国に目を向け、自分と世界との繋がりを感じてもらっている。この経験をベースに、生徒たちはSDGs研究に取り組むことになる。

#### [SDGs研究]（1年）
世界に目を向けるためにまず自分たちが暮らす地域に目を向ける。Think Globally, Act Locallyを実践するために、SDGs目標から自分が興味・関心を持つ分野を選び、3か月かけて地域の問題を調べ、考え、考家を加えていく。「総合的探発の時間（1単位）」を中心に班活動をし、必要なら地域に出かけていき、自分たちでフィールドワークもする。9月末に校内でプレゼンテーションを行い、次のステップである「日本・オーストラリア比較研究」へと進んでいく。

#### ［グローバル探究（学校設定科目）］（2年）
コース独自の授業として組まれた「グローバル探究（2単位）」では、論理的思考力やコミュニケーション能力、協像は養能力、プレゼンテーション能力などの育成を目指している。大きな軸は「Mock Trial（模擬裁判）」と「English Debate」である。MockTrialでは“弁護側”検察側”証人側”に分かれ、架空の事件を設定し、それぞれの役割を演じることで目指す能力を育んでいく。Mock Trialで培われたカはEnglish Debate へ進むことでさらに磨かれていく。
ディベートではテーマに沿って“肯定側”否定側”に分かれ、膨大な資料準備を経て討論を交わす。1月末には兵庫県高校生英語ディベートコンテストに出場し、最近ではベスト8に名前を連ねるまでになってきた。
生徒にとっては大変な活動が続くが、このような英語を使ってのやり取りが、生徒たちの自信へとつながり、自己肯定感も強くなっていく。このグローバル探究での頑張りが次の「城西型TED TALK」で結実する。

#### ［城西型TED TALK］ （3年）
3年間の最後に取り組むのが城西型TED TALKである。2年間取り組んできた探究活動や、討論、プレゼンテーション体験の集大成として設定されている。
以前は「A Simple Way to Make Life Better」をテーマにしていたが、近年ではSDGs探究や、日本・オーストラリア比較研究、ディベートディスカッションなどの流れを生かすため、「Global Issues」も柱の一つに加えられている。徒一人ひとりが自分でテーマを設定し、調べ、時には実験をして考察し、何らかの解決策や自分なりの新しい提案を観客に投げかける。
テーマそのものは日常の出来事から考える生徒もいれば、世界のどこかで起こっている深刻な問題に目を向ける生徒もいて、生徒の興味関心の範囲が入学当初より広がり、より具体的になっていることが実感できる。
保護者も招いてのプレゼンテーションとなり、生徒たちの緊張感も高い。

#### ［小学校出前授業］（1年）
1年生が2学期の大半を費やして取り組むのがこの出前授業である。明石市立大久保南小学校4年生を対象に、英語の授業を行う。単発のお客様授業ではなく、小学校の英語授業の1コマに正規に組み込まれる形で実施しているため、教科書にのっとった授業を展開する。授業の組み立てから当日の一人ひとりのセリフ、動きに至るまで入念に準備しリハーサルを何度も繰り返す。使用する教材も教科書以外はすべて手作りで工夫満載の物を着する。繰り返される話し合いで何度もぶつかり合い、時間をかけて理解しあうことで生徒間の絆は強まり、さらに密度の高い授業へと集約される。授業を終えた後の子供たちの笑顔が彼らのご褒美となる。この経験を経て、自分がこだわって頑張り続けることの大切さや仲間の存在の大きさに気づき、成長していく生徒が多い。

#### ［日本・オーストラリア比較研究］（2年）
オーストラリアでの語学研修・フィールドワークを目標に2年で取り組む。1年生でのSDGs研究でLocalIssuesに取り組んだことを発展させて、新たにテーマを設定する。日本とオーストラリアの比較研究に事前に取り組み、夏休みにはフィールドワークとして地域の企業、公共施設、ボランティア団体、病院などを訪問し、今一度 Act Locallyに戻って自分の立ち位置を確認する。その後、語学研修の時にオーストラリアでの検証を含めたフイールドワークを実施することによって、より深いレベルでの研究発表に仕上げていく。
発表には保護者も招かれ、緊張感漂う中、グループでのプレゼンが英語で行われる。さらには3年生での城西型TED TALKに向けてGlobal Issuesにも目を向けていく。

### 異文化理解・国際理解
異文化理解・国際理解の意識を高めていくために、単発ではあるが、以下のような講座を行っている。

#### ［スペイン語講座］（1年）
神戸市外国語大学から岸田 早織先生とネイティブスピーカーの留学生をお招きし、1年生を対象に行っている。スペインの食文化、風土、お祭りなどの社会慣習をクイズ形式で講座に取り入れていただいている。また、スペイン語の発音から簡単なあいさつまで、アニメを題材にして学んでいる。

#### ［ロシア語講座］（1年）
神戸市外国語大学から平鳥 寛大先生とネイティブスピーカーの研究生をお招きし、1年生を対象に実施している。近くの国でありながらまったく異なる言語、文化を持つ国について、町の様子、食べ物、治安などわかりやすく説明していただき、なじみのないキリル文字の発音やあいさつの仕方にもチャレンジしている。

#### ［中国語講座］（2年）
関西学院大学から 李先生（令和2年度からは徐先生）をお招きし、2年生を対象に実施している。すぐ近くの大国で、経済、文化、歴史面でつながりの強い国でありながら、その実情はなかなか正しく伝わってこない中国の、文化、社会通念、慣習をはじめ、実際の様子を日本で研究を続ける先生の目線で伝えていただいている。

#### ［国際理解講座］
関西学院大学総合政策学部の学生が中心となって活動している国際学生支援団体Bridse for Childien　BFC） に講義をしてもらっている。現役の大学生を詳師として招き、彼らが取り組んでいるフィリピンの子供たちへの支援活動の様子、アフリカの児童労働問題、ジェンダー問題などについて、いっしょに考える時間をもち、「身の回りにある当たり前」を批判的に見つめ直す機会にしている。また、BECが主催する支援活動にも協力し、シャツや靴などの支援物資の収集を手伝う生徒も出てくる。

#### ［駐大阪・神戸米国総領事館領事による講演会］
駐大阪・神戸米国総領事館領事をお招きし、1年生を対象に実施している。領事はその職に就くまでに多彩な職業を経験されている方が多く、将来世界に飛び出していきたいと漠然と考えている生徒、グローバルに物事をとらえたい生徒には大きな刺激となっている。また、アメリカの教育事情や留学の話もしていただき、VISA取得のための簡単な面接練習もしていただいている。

#### ［日本文化体験］（1年）
自国の文化に触れ、国際理解・国際交流の一助とするために、本校茶道部顧問の大江 セッ子先生に茶道体験を指導していただいている。茶道部3年生にも手伝ってもらいながら、作法、心構え、おもてなし等、お茶を通じてわかっておきたい日本文化の一部を体験し、実際に自分でお茶を点て、友人に飲んでもらっている。

### 社会とつながる
グローバル探究コースが目指す4skillsの一つ"Business （社会とつながる）”を実現するための一助として以下のような活動を行っている。

#### ［キャタピラージャパン訪問］
例年、1年生が2年生になるタイミングを図って「キャタピラージャパン明石事業所」を訪問させていただいている。数年前までは語学研修がシンガポール実施であり、キャタピラーシンガポールとの繋がりもあったため、語学研修での探究活動を絡めたプレゼンを行ったり、シンガポールのオフィスと繋いでTV会議をしたりと、語学研修がらみの内容が多かったが、近年は、グローバル企業で働く外国籍従業員の方とのチャットタイムを中心に、海外で働くことの魅力と問題点、異文化との遭遇と克服、国籍を越えた人と人との交流、会社や地域社会のサポート体制といった分野での話し合いが多くなっている。工場見学にも連れて行ってもらえるので生徒たちには人気があり、毎年、参加者は選抜されることになる。

#### ［日本取引所特別授業］
2年生を対象に、日本取引所（JPX）大阪取引所から講師を招いてお金の動きにまつわる講義をしていただいている。生徒を巻き込んだ寸劇を通じて会社の成り立ちゃ役割について考えさせたり、ボードゲームをプレイし、株式の配当を利用しながらお金の動きを理解したりと、普段意識しない経済や金融にかかわるような分野に目を向けさせている。

### その他

#### ［神戸大学訪問］
生徒の学習意欲向上、進路意識に刺激を与えるために、1年生の1学期～2学期にかけて神戸大学を訪問している。遠い目標を意識の隅に植え込んでおいて近くの小さな目標の達成を繰り返すことで、ステップアップさせていくことを目指している。
大学では学校説明を受け、学食体験をした後、キャンパスツアーに参加している。

#### ［神戸市外国語大学訪問］
1年間英語を中心にした授業活動を頑張った後に、2年の1学期～2学期の間に神戸市外国大学を訪問している。学校説明を受けた後、模擬授業を受け、学食体験をして、キャンパスツアーに参加する。神戸外大は協力的で、本校卒業生を集めてくださり、キャンパスツアーのリーダー役をさせるので、生徒も大学を身近に感じることができる。また、最後には卒業生との懇談タイムも設定され、参加した生徒は進路意識が格段に高くなる傾向がある。

なお、グローバル探究コースは令和7年度より文理探究科～グローバル探究科～としてリニューアルされる。

## 令和7年度（新設）文理探究科～グローバル探究科～
詳細は明石城西高等学校のホームページを参照。

## 高校関係者と組織
「もっこく会」という名の同窓会が組織されている。この名前は校木にちなんだものである。主な活動としては、『もっこく』という名の会報を発行したり、学校周辺の清掃を行ったりしている。また、もっこく会の名前が入ったはっぴも存在する。会報による英語表記は“Alumni Association Hyogo Prefectural Akashi-Josai High School”となっている。また城西高校PTAは平成22年度優良PTA文部科学大臣表彰受賞団体に選定された。明石城西高校PTAは市内7高校と連携し「自転車通学マナー向上プロジェクト」を実施している。城西高校PTA会長が実行委員会の会長を務め、地域へ貢献したことで地域小中学校PTA会長から感謝状を贈られた。兵庫県教育委員会による記者発表によると、上述のような活動が受賞につながったという。

## 主な卒業生
- 松本武洋 - 埼玉県和光市市長
- 亀田忠彦 - 奈良県橿原市長
- ト部太郎 - 元プロサッカー選手
- 佐伯茂治 - ゲームミュージック作曲家
- 西原拓夢 - プロサッカー選手
- 長谷川優貴 - 女流棋士 (将棋)